# بيتر مادن (ممثل)
بيتر مادن هو ممثل ماليزي، ولد في 9 أغسطس 1904 في إيبوه في ماليزيا، وتوفي في 24 فبراير 1976 في بونكور رجيس ‏ في المملكة المتحدة.

## أعمال

### أفلام
- (1960) إكسدس
- (1963) من روسيا مع الحب[2]
- (1965) دكتور جيفاغو

## وصلات خارجية
- بيتر مادن على موقع IMDb (الإنجليزية)
- بيتر مادن على موقع روتن توميتوز (الإنجليزية)
- بيتر مادن على موقع ألو سيني (الفرنسية)
- بيتر مادن على موقع أول موفي (الإنجليزية)
- بيتر مادن على موقع قاعدة بيانات الأفلام السويدية (السويدية)
- بيتر مادن على موقع قاعدة بيانات الفيلم (الإنجليزية)
- بيتر مادن على موقع كينوبويسك (الروسية)